# Kardinalska imenovanja pape Inocenta VIII.
Papa Inocent VIII. za vrijeme svoga pontifikata (1484. – 1492.) održao je 1 konzistorij na kojemu je imenovao ukupno 9 kardinala.

## Konzistorij 9. ožujka 1489. (I.)
1. Lorenzo Cibo de' Mari, nećak Njegove Svetosti, beneventanski nadbiskup
2. Ardicino della Porta, mlađi, alerijski biskup, Korzika
3. Antonio Gentile Pallavicino, bilježnik Njegove Svetosti, orensenski biskup, Španjolska
4. André d'Espinay, bordoški nadbiskup, Francuska
5. Pierre d'Aubusson, veliki meštar Reda sv. Ivana Jeruzalemskoga
6. Maffeo Gherardi, O.S.B.Cam., mletački patriijarh[a]
7. Giovanni de' Medici, apostolski protonotar[b]
8. Federico Sanseverino, apostolski protonotar[c]